# Ночной портье (роман)
«Ночной портье» (англ. Night Work) — роман Ирвина Шоу, написанный в 1975 году.

## Сюжет
Вся жизнь Дугласа Граймса была связана с авиацией, но однажды плановый осмотр у окулиста полностью ее разрушает — по состоянию здоровья ему запрещается управлять самолетом. В авиакомпании лётчику предлагают кабинетную работу, от которой он отказывается и переезжает в другой город, где устраивается работать ночным портье, как ему кажется, «на первое время». Спустя два года Дугласу выпадает шанс взять у жизни реванш — во время дежурства внезапно умирает один из постояльцев, в номере которого бывший летчик обнаруживает 100 тысяч долларов наличными. Граймс забирает себе деньги, а на утро увольняется из отеля, оставляет свою квартиру и поселяется жить в отеле. Позднее он узнает о нападении двух гангстеров на директора гостиницы, после чего решает оставить большую часть денег в банке Нью-Йорка и уехать в Европу. Однако по прибытии в гостиницу Цюриха вместо денег Граймс обнаруживает в чемодане чужие вещи. Дуглас осознаёт, что он перепутал чемодан в аэропорту. Начинается погоня бывшего лётчика за деньгами по чужому континенту.